# Musica Elettronica Viva
Musica Elettronica Viva (MEV) est un groupe d'improvisation acoustique  et électronique  formé à Rome en 1966. Au fil des années le groupe a pu compter parmi ses nombreux membres des personnes telles que : Alvin Curran (en), Richard Teitelbaum (en), Frederic Rzewski, Allan Bryant, Carol Plantamura (en), Ivan Vandor, Steve Lacy, Jon Phetteplace.